# Марджорі Ґладман
Марджорі Ґладман (англ. Marjorie Gladman; 21 червня 1908 — 9 листопада 1999) — колишня американська тенісистка.
Перемагала на турнірах Великого шолома в парному розряді.

## Фінали турнірів Великого шолома

### Парний розряд (1–3)
| Результат | Рік  | Турнір                     | Покриття | Партнерка      | Суперниці                              | Рахунок       |
| --------- | ---- | -------------------------- | -------- | -------------- | -------------------------------------- | ------------- |
| Поразка   | 1933 | Чемпіонат Австралії        | Трава    | Джоан Гартіґан | Маргарет Моулсворт Емілі Гуд Вестакотт | 3–6, 2–6      |
| Перемога  | 1936 | Національний чемпіонат США | Трава    | Каролін Бабкок | Гелен Джейкобс Сара Палфрі-Кук         | 9–7, 2–6, 6–4 |
| Поразка   | 1937 | Національний чемпіонат США | Трава    | Каролін Бабкок | Сара Палфрі-Фаб'ян Еліс Марбл          | 5–7, 4–6      |
| Поразка   | 1940 | Національний чемпіонат США | Трава    | Дороті Чені    | Сара Палфрі-Кук Еліс Марбл             | 4–6, 3–6      |

### Мікст (1 поразка)
| Результат | Рік  | Турнір              | Покриття | Партнер       | Суперник і суперниця                 | Рахунок         |
| --------- | ---- | ------------------- | -------- | ------------- | ------------------------------------ | --------------- |
| Поразка   | 1933 | Чемпіонат Австралії | Трава    | Елсворт Вайнс | Марджорі Кокс Кроуфорд Джек Кроуфорд | 6–3, 5–7, 11–13 |